# Ущелина покинутих казок
Ущелина покинутих казок — радянський художній фільм 1974 року, знятий на кіностудії «Вірменфільм».

## Сюжет
Фільм оповідає про нелегкі взаємини подружжя, яке пов'язує не тільки довгі роки спільного життя, але дружба і вірність, пронесені через всі випробування Німецько-радянської війни і перших повоєнних років.

## У ролях
- Лаура Геворкян — Арпен
- Армен Джигарханян — Азарія
- Олександр Хачатрян — Міхран (озвучив Анатолій Кузнецов)
- Сергій Потикян — епізод
- Вахінак Маргуні — епізод
- Арсеній Багратуні — епізод
- Сос Саркісян — епізод

## Знімальна група
- Режисер — Едмонд Кеосаян
- Сценаристи — Арнольд Агабабов, Едмонд Кеосаян
- Оператор — Володимир Ільїн
- Композитор — Роберт Амірханян
- Художник — Рафаель Бабаян